# Нахидурі
Нахидурі (груз. ნახიდური) — село в Грузії.
За даними перепису населення 2014 року в селі проживає 3686 осіб.